# Пілар – Кабу/Іпожука
Пілар – Кабу/Іпожука (Gasalp/Nordestão II) – елемент газопровідної системи на сході Бразилії, який сполучає штати Алагоас та Пернамбуку.
У 2000 році від розташованого в штаті Алагаоса родовища Пілар (басейн Сержипі-Алагоас) проклали газопровід Gasalp довжиною 204 км та діаметром 300 мм. Він завершувався дещо південніше від столиці штату Пернамбуку міста Ресіфі у районі Кабу (можливо відзначити, що за рік до того сюди ж з півночі підвели газопровід Nordestão, який подає ресурс із басейну Потігуар). При цьому одним з головних споживачів доправленого до району Ресіфі ресурсу невдовзі стала ТЕС Termopernambuco, яку ввели в експлуатацію у 2004 році. До неї проклали перемичку довжиною 12 км та діаметром 400 мм, яка починається незадовго до кінцевого пункту Gasalp у Іпожуці.
В 2008-му до Пілар вивели трубопровід від ГПЗ Кату, через який можливе надходження блакитного палива з південного напрямку. Його діаметр більш ніж удвічі перевищував аналогічний показник Gasalp, тому для транспортування додаткового ресурсу далі на північ у 2010 році на більшій частині маршруту Gasalp проклали другу нитку — газогін Пілар — Іпожука (Nordestão II) довжиною 189 км та діаметром 600 мм. Його пропускна здатність становить 15 млн м3 на добу при робочому тиску 9,8 МПа. Одним зі споживачів при цьому став новий потужний нафтопереробний завод Abreu e Lima Refinery (RNEST), який почав роботу в Іпожуці у 2014 році.